# ニール・レノン
ニール・フランシス・レノン（Neil Francis Lennon, 1971年6月25日 - ）は、北アイルランド出身の元サッカー選手、サッカー指導者。

## 来歴・人物
選手としてセルティックFC所属時代は絶対的なキャプテンシーでチームを引っ張った。時にはチームメイトに噛みつく様な叱咤激励も行いゴードン・ストラカン監督からは絶大な信頼を得ていた。
セルティックを去った後、イングランドの2部、3部などでプレーして現役を続行していたが、ストラカンの要請を受けて現役を引退してまでセルティックにコーチとして復帰した。2009-10シーズンもストラカン辞任後に就任したトニー・モウブレイ監督の元でコーチをしていたが、成績不振の為にモウブレイは解任。代行として監督を務めていた。リーグ優勝は逃したものの、2位で終えCL圏内に踏み止まる功績を残した。2010-11シーズンから正式に監督にすることが決定している。
日本のテレビ番組の企画で2010 FIFAワールドカップを控えた中村俊輔をストラカンと共に激励している。中村自身も「忘れられない主将」として記憶しており、「ああ言う嫌われ役と言うか、手を抜いたプレイをするチームメイトを批判するキャプテンは、ある意味理想だと思う」と語っている。
現役時代の主なポジションはボランチであったが、「ナカ（中村）が俺の分まで走ってくれるので、俺は守備に専念出来た」と語っており、長年所属したセルティックがUEFAチャンピオンズリーグに成ってから初のグループリーグを中村の活躍で突破出来た事に誰よりも喜んでいた。

## タイトル

### 選手
レスター・シティFC
- リーグカップ 1996-97, 1999-2000

 セルティックFC
- スコティッシュ・プレミアリーグ 2000-01, 2001-02, 2003-04. 2005-06, 2006-07
- スコティッシュカップ 2000-01, 2003-04, 2004-05, 2006-07
- スコティッシュリーグカップ 2000-01, 2005-06

### 指導者
セルティックFC
- スコティッシュ・プレミアリーグ/スコティッシュ・プレミアシップ 2011-12, 2012-13, 2013-14, 2018-19, 2019-20
- スコティッシュカップ 2010-11, 2012-13, 2018-19, 2019-20
- スコティッシュリーグカップ 2019-20

 ハイバーニアンFC
- スコティッシュ・チャンピオンシップ 2016-17

## 監督成績
| クラブ                 | 国                 | 就任           | 退任          | 記録 | 記録 | 記録 | 記録 | 記録   |
| クラブ                 | 国                 | 就任           | 退任          | 試合 | 勝   | 分   | 負   | 勝率 % |
| ---------------------- | ------------------ | -------------- | ------------- | ---- | ---- | ---- | ---- | ------ |
| セルティック           | スコットランドの旗 | 2010年3月      | 2014年5月     | 228  | 159  | 30   | 39   | 069.74 |
| ボルトン・ワンダラーズ | イングランドの旗   | 2014年10月12日 | 2016年3月15日 | 79   | 18   | 26   | 35   | 022.78 |
| ハイバーニアン         | スコットランドの旗 | 2016年6月      | 2019年1月30日 | 123  | 59   | 40   | 24   | 047.97 |
| セルティック           | スコットランドの旗 | 2019年2月26日  | 2021年2月24日 | 110  | 77   | 17   | 16   | 070.00 |
| 通算                   | 通算               | 通算           | 通算          | 539  | 313  | 112  | 114  | 058.07 |